# Swedish Open 2009 - Qualificazioni singolare femminile
Le qualificazioni del singolare femminile dello  Swedish Open 2009 sono state un torneo di tennis preliminare per accedere alla fase finale della manifestazione. I vincitori dell'ultimo turno sono entrati di diritto nel tabellone principale. In caso di ritiro di uno o più giocatori aventi diritto a questi sono subentrati i lucky loser, ossia i giocatori che hanno perso nell'ultimo turno ma che avevano una classifica più alta rispetto agli altri partecipanti che avevano comunque perso nel turno finale.
Le qualificazioni del torneo Swedish Open  2009 prevedevano 32 partecipanti di cui 4 sono entrati nel tabellone principale.

## Teste di serie
1. Ksenia Palkina (Qualificata)
2. Yulia Fedossova (secondo turno)
3. Julia Vakulenko (Qualificata)
4. Lilia Osterloh (ultimo turno)

1. Iryna Burjačok (Qualificata)
2. Natalie Grandin (secondo turno)
3. Natalia Orlova (secondo turno)
4. Marinne Giraud (secondo turno)

## Qualificati
1. Ksenia Palkina
2. Michaela Johansson

1. Julia Vakulenko
2. Iryna Burjačok

## Tabellone

### Legenda
| - Q = Qualificato - WC = Wild card - LL = Lucky loser | - ALT = Alternate - SE = Special Exempt - PR = Protected Ranking | - w/o = Walkover - r = Ritirato - d = Squalificato |

### Sezione 1
|  | Primo turno            | Primo turno             | Primo turno             | Primo turno | Primo turno |  |  | Secondo turno | Secondo turno          | Secondo turno          | Secondo turno          | Secondo turno          |   |   | Ultimo turno | Ultimo turno   | Ultimo turno   | Ultimo turno | Ultimo turno |  |
|  |                        |                         |                         |             |             |  |  |               |                        |                        |                        |                        |   |   |              |                |                |              |              |  |
|  | 1                      | Ksenia Palkina          | Ksenia Palkina          | 6           | 6           |  |  |               |                        |                        |                        |                        |   |   |              |                |                |              |              |  |
|  |                        | Madeleine Saari-Byström | Madeleine Saari-Byström | 2           | 1           |  |  | 1             | Ksenia Palkina         | Ksenia Palkina         | 6                      | 6                      |   |   |              |                |                |              |              |  |
|  | Olivia Sanchez         | Olivia Sanchez          | Olivia Sanchez          | 6           | 6           |  |  |               | Olivia Sanchez         | Olivia Sanchez         | 3                      | 4                      |   |   |              |                |                |              |              |  |
|  | Tetjana Arefyeva       | Tetjana Arefyeva        | Tetjana Arefyeva        | 2           | 2           |  |  |               |                        |                        |                        |                        |   |   | 1            | Ksenia Palkina | Ksenia Palkina | 7            | 6            |  |
|  | Giulia Gatto-Monticone | Giulia Gatto-Monticone  | Giulia Gatto-Monticone  | 6           | 6           |  |  |               |                        |                        | Giulia Gatto-Monticone | Giulia Gatto-Monticone | 5 | 3 |              |                |                |              |              |  |
|  | Anna Brazhnikova       | Anna Brazhnikova        | Anna Brazhnikova        | 4           | 0           |  |  |               | Giulia Gatto-Monticone | Giulia Gatto-Monticone | 6                      | 6                      |   |   |              |                |                |              |              |  |
|  | 8                      | Marinne Giraud          | Marinne Giraud          | 6           | 6           |  |  | 8             | Marinne Giraud         | Marinne Giraud         | 4                      | 3                      |   |   |              |                |                |              |              |  |
|  |                        | Caroline Magnusson      | Caroline Magnusson      | 2           | 1           |  |  |               |                        |                        |                        |                        |   |   |              |                |                |              |              |  |

### Sezione 2
|  | Primo turno        | Primo turno        | Primo turno       | Primo turno | Primo turno |  |  | Secondo turno | Secondo turno      | Secondo turno      | Secondo turno      | Secondo turno      |   |   | Ultimo turno  | Ultimo turno  | Ultimo turno  | Ultimo turno | Ultimo turno |  |
|  |                    |                    |                   |             |             |  |  |               |                    |                    |                    |                    |   |   |               |               |               |              |              |  |
|  | 2                  | Yulia Fedossova    | Yulia Fedossova   | 6           | 6           |  |  |               |                    |                    |                    |                    |   |   |               |               |               |              |              |  |
|  |                    | Federica Quercia   | Federica Quercia  | 2           | 1           |  |  | 2             | Yulia Fedossova    | Yulia Fedossova    | 3                  | 2                  |   |   |               |               |               |              |              |  |
|  | Astrid Besser      | Astrid Besser      | Astrid Besser     | 6           | 6           |  |  |               | Astrid Besser      | Astrid Besser      | 6                  | 6                  |   |   |               |               |               |              |              |  |
|  | Marina Mel'nikova  | Marina Mel'nikova  | Marina Mel'nikova | 1           | 3           |  |  |               |                    |                    |                    |                    |   |   | Astrid Besser | Astrid Besser | Astrid Besser | 4            | 4            |  |
|  | Michaela Johansson | Michaela Johansson | 1                 | 6           | 6           |  |  |               |                    | Michaela Johansson | Michaela Johansson | Michaela Johansson | 6 | 6 |               |               |               |              |              |  |
|  | Marlot Meddens     | Marlot Meddens     | 6                 | 3           | 1           |  |  |               | Michaela Johansson | Michaela Johansson | 6                  | 7                  |   |   |               |               |               |              |              |  |
|  | 7                  | Natalia Orlova     | Natalia Orlova    | 6           | 7           |  |  | 7             | Natalia Orlova     | Natalia Orlova     | 4                  | 64                 |   |   |               |               |               |              |              |  |
|  |                    | Stamatia Fafaliou  | Stamatia Fafaliou | 3           | 5           |  |  |               |                    |                    |                    |                    |   |   |               |               |               |              |              |  |

### Sezione 3
|  | Primo turno           | Primo turno           | Primo turno           | Primo turno | Primo turno |  |  | Secondo turno | Secondo turno   | Secondo turno | Secondo turno   | Secondo turno |   |    | Ultimo turno | Ultimo turno    | Ultimo turno | Ultimo turno | Ultimo turno |  |
|  |                       |                       |                       |             |             |  |  |               |                 |               |                 |               |   |    |              |                 |              |              |              |  |
|  | 3                     | Julia Vakulenko       | Julia Vakulenko       | 6           | 6           |  |  |               |                 |               |                 |               |   |    |              |                 |              |              |              |  |
|  |                       | Irina Kuzmina         | Irina Kuzmina         | 4           | 1           |  |  | 3             | Julia Vakulenko | 4             | 6               | 6             |   |    |              |                 |              |              |              |  |
|  | Hanna Nooni           | Hanna Nooni           | 7                     | 5           | 6           |  |  |               | Hanna Nooni     | 6             | 1               | 2             |   |    |              |                 |              |              |              |  |
|  | Emma Laine            | Emma Laine            | 65                    | 7           | 1           |  |  |               |                 |               |                 |               |   |    | 3            | Julia Vakulenko | 1            | 6            | 7            |  |
|  | Heidi El Tabakh       | Heidi El Tabakh       | Heidi El Tabakh       | 6           | 6           |  |  |               |                 |               | Heidi El Tabakh | 6             | 3 | 64 |              |                 |              |              |              |  |
|  | Paulina Milosavljevic | Paulina Milosavljevic | Paulina Milosavljevic | 1           | 3           |  |  |               | Heidi El Tabakh | 0             | 7               | 6             |   |    |              |                 |              |              |              |  |
|  | 6                     | Natalie Grandin       | Natalie Grandin       | 6           | 6           |  |  | 6             | Natalie Grandin | 6             | 5               | 4             |   |    |              |                 |              |              |              |  |
|  |                       | Annie Goransson       | Annie Goransson       | 1           | 1           |  |  |               |                 |               |                 |               |   |    |              |                 |              |              |              |  |

### Sezione 4
|  | Primo turno          | Primo turno          | Primo turno          | Primo turno | Primo turno |  |  | Secondo turno | Secondo turno  | Secondo turno  | Secondo turno  | Secondo turno  |   |   | Ultimo turno | Ultimo turno   | Ultimo turno   | Ultimo turno | Ultimo turno |  |
|  |                      |                      |                      |             |             |  |  |               |                |                |                |                |   |   |              |                |                |              |              |  |
|  | 4                    | Lilia Osterloh       | Lilia Osterloh       | 6           | 6           |  |  |               |                |                |                |                |   |   |              |                |                |              |              |  |
|  |                      | Danielle Mills       | Danielle Mills       | 0           | 2           |  |  | 4             | Lilia Osterloh | Lilia Osterloh | 6              | 6              |   |   |              |                |                |              |              |  |
|  | Justine Ozga         | Justine Ozga         | Justine Ozga         | 7           | 6           |  |  |               | Justine Ozga   | Justine Ozga   | 4              | 0              |   |   |              |                |                |              |              |  |
|  | Hanne Skak Jensen    | Hanne Skak Jensen    | Hanne Skak Jensen    | 6           | 3           |  |  |               |                |                |                |                |   |   | 4            | Lilia Osterloh | Lilia Osterloh | 3            | 0            |  |
|  | Teodora Mirčić       | Teodora Mirčić       | Teodora Mirčić       | 6           | 6           |  |  |               |                | 5              | Iryna Burjačok | Iryna Burjačok | 6 | 6 |              |                |                |              |              |  |
|  | Mirjana Lučić-Baroni | Mirjana Lučić-Baroni | Mirjana Lučić-Baroni | 2           | 4           |  |  |               | Teodora Mirčić | Teodora Mirčić | 2              | 4              |   |   |              |                |                |              |              |  |
|  | 5                    | Iryna Burjačok       | Iryna Burjačok       | 6           | 6           |  |  | 5             | Iryna Burjačok | Iryna Burjačok | 6              | 6              |   |   |              |                |                |              |              |  |
|  |                      | Jennie Brobeck       | Jennie Brobeck       | 2           | 1           |  |  |               |                |                |                |                |   |   |              |                |                |              |              |  |